# Pellestrina
Pellestrina is een eiland in Noord-Italië, en tevens de naam van een plaats op dat eiland. Administratief vormt het een deelgemeente (frazione) in de Italiaanse gemeente Venezia.

## Geografie
Het eiland is een noord-zuid lopende schoorwal tussen de Adriatische Zee in het oosten en het zuidelijk gedeelte van de Lagune van Venetië in het westen. Het is ruim elf kilometer lang. De maximale breedte is 1,2 kilometer, het smalste deel is slechts 23 meter breed. Het is een onderdeel van een langere schoorwal, waarvan het ten noorden gelegen Lido di Venezia het meest bekende stuk is. Pellestrina is van het Lido gescheiden door de Porto di Malamocco, de middelste toegangsgeul tot de Lagune van Venetië. In het zuiden is Pellestrina van het vasteland gescheiden door de Porto di Chioggia, de zuidelijke toegangsgeul tot de lagune.

## Kustverdediging
De smalle schoorwal waarvan het eiland een deel is, wordt voortdurend bedreigd door de golven van de Adriatische Zee. Al in de 18de eeuw werden dijken in blokken natuursteen gebouwd: de zogenaamde murazzi. Stormen en extreem hoge waterstanden – onder meer in 1825 en 1966 – hebben deze murazzi ernstig beschadigd. Sindsdien werden dijkversterkingen uitgevoerd. Bovendien werden op regelmatige afstand stenen strandhoofden gelegd, die als bijkomend gunstig effect de vorming van stranden met zich gebracht hebben.

## Dorpen
Op het eiland Pellestrina liggen verschillende plaatsen, waarvan de belangrijkste San Pietro in Volta en Pellestrina zijn. Voorts zijn er nog Santa Maria del Mare (op de noordpunt), Portosecco (op de plaats van een verlande geul) en Sant’Antonio (in het midden).

## Verkeer
De hoofdweg is de Strada Communale dei Murazzi, die net achter de dijk over vrijwel de gehele lengte van het eiland loopt. In het noorden vaart vanuit Santa Maria del Mare een veerpont naar het Lido, waarop behalve voetgangers ook wagens en bussen mee kunnen. In het zuiden gaat vanuit Pellestrina (dorp) een vaporetto (enkel voor voetgangers en fietsers) naar Chioggia. De enige buslijn is lijn 11, die vanuit het Lido met de veerpont komt, het eiland in de lengte doorkruist en in Pellestrina aansluiting geeft met de boot naar Chioggia.

## Galerij

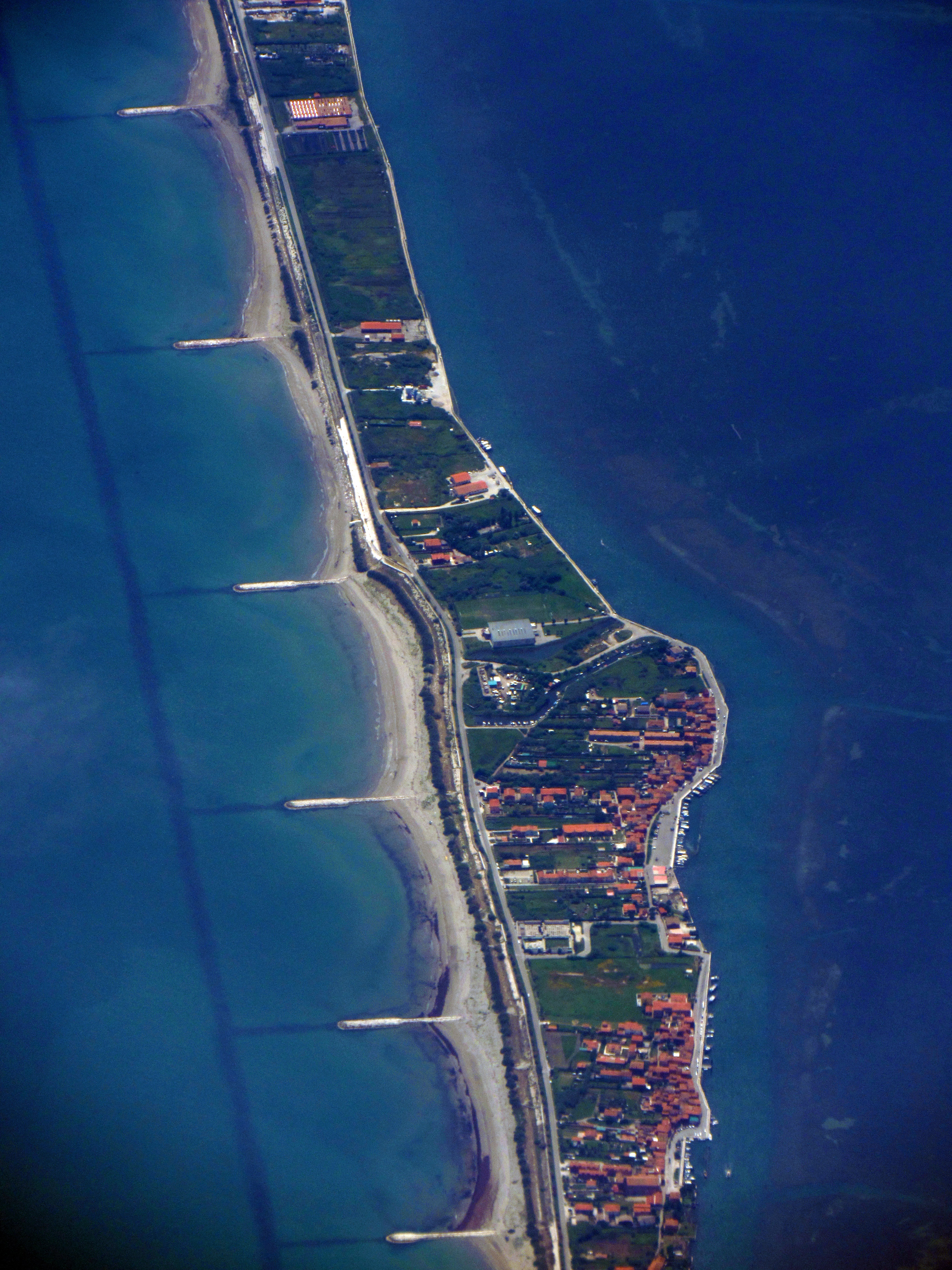
Een deel van het eiland Pellestrina vanuit de lucht; aan de zeezijde (links) zijn de strandhoofden duidelijk te zien
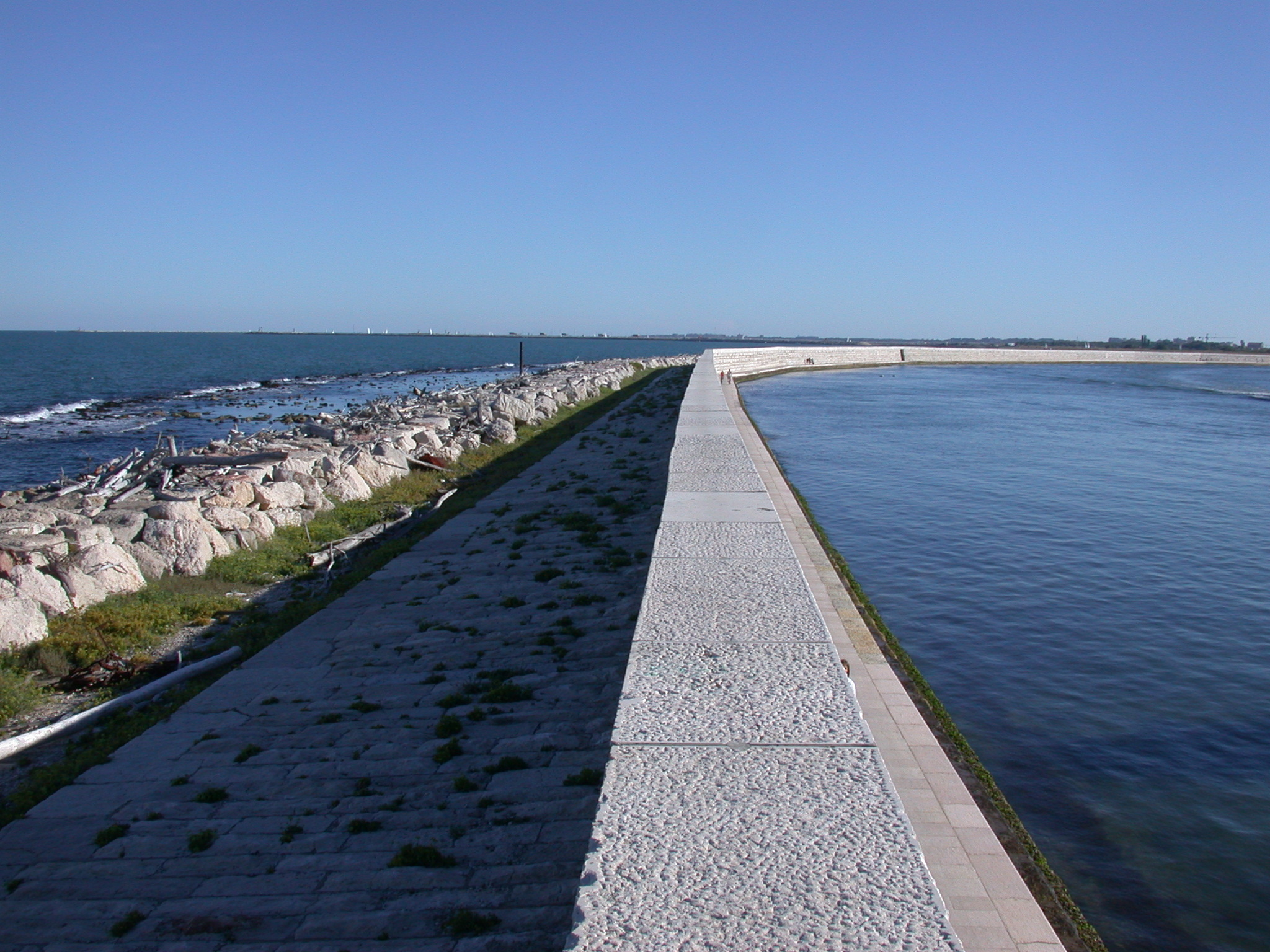
De zeewerende dijk (murazzo) op Pellestrina
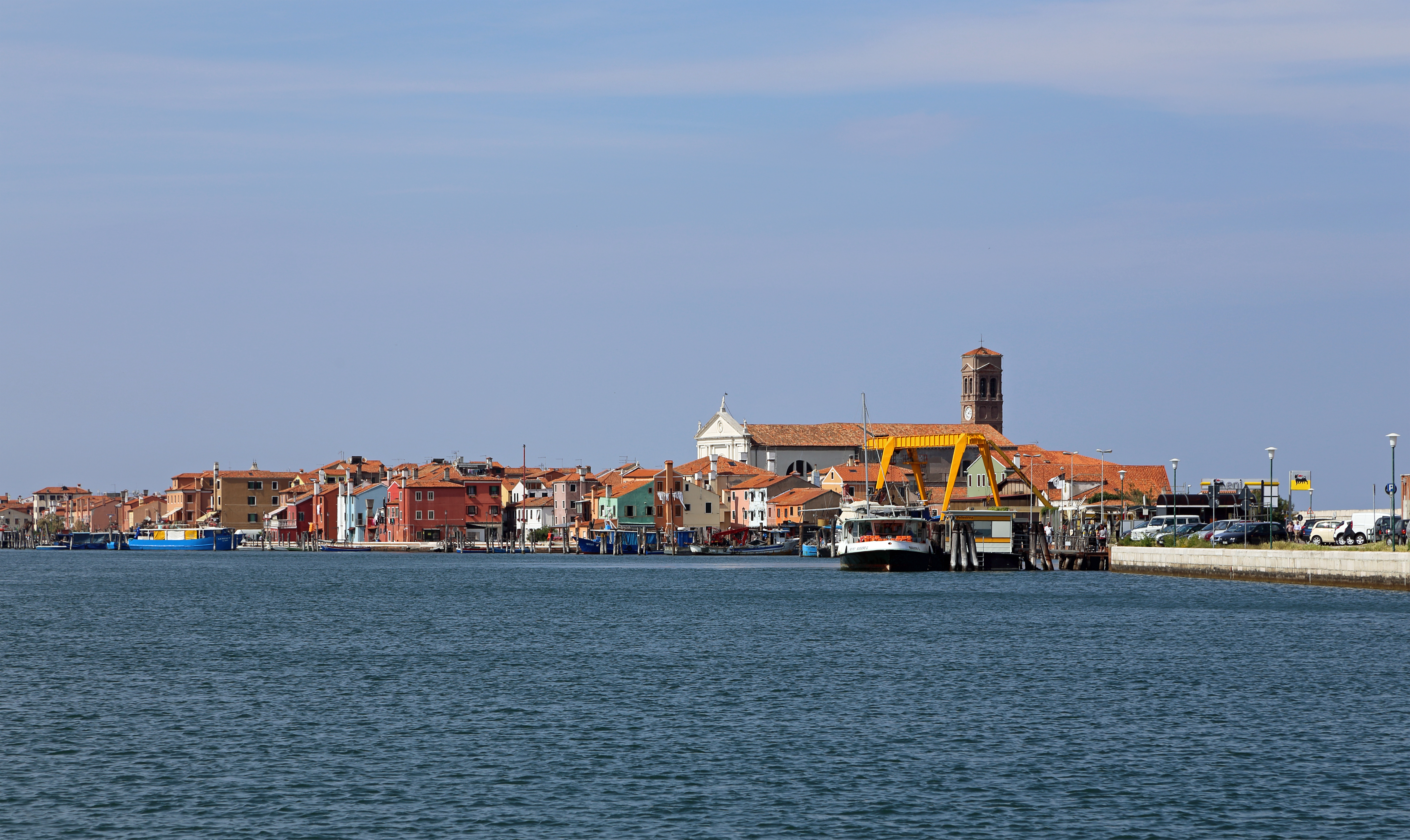
Algemeen gezicht op het dorp Pellestrina vanaf de lagune
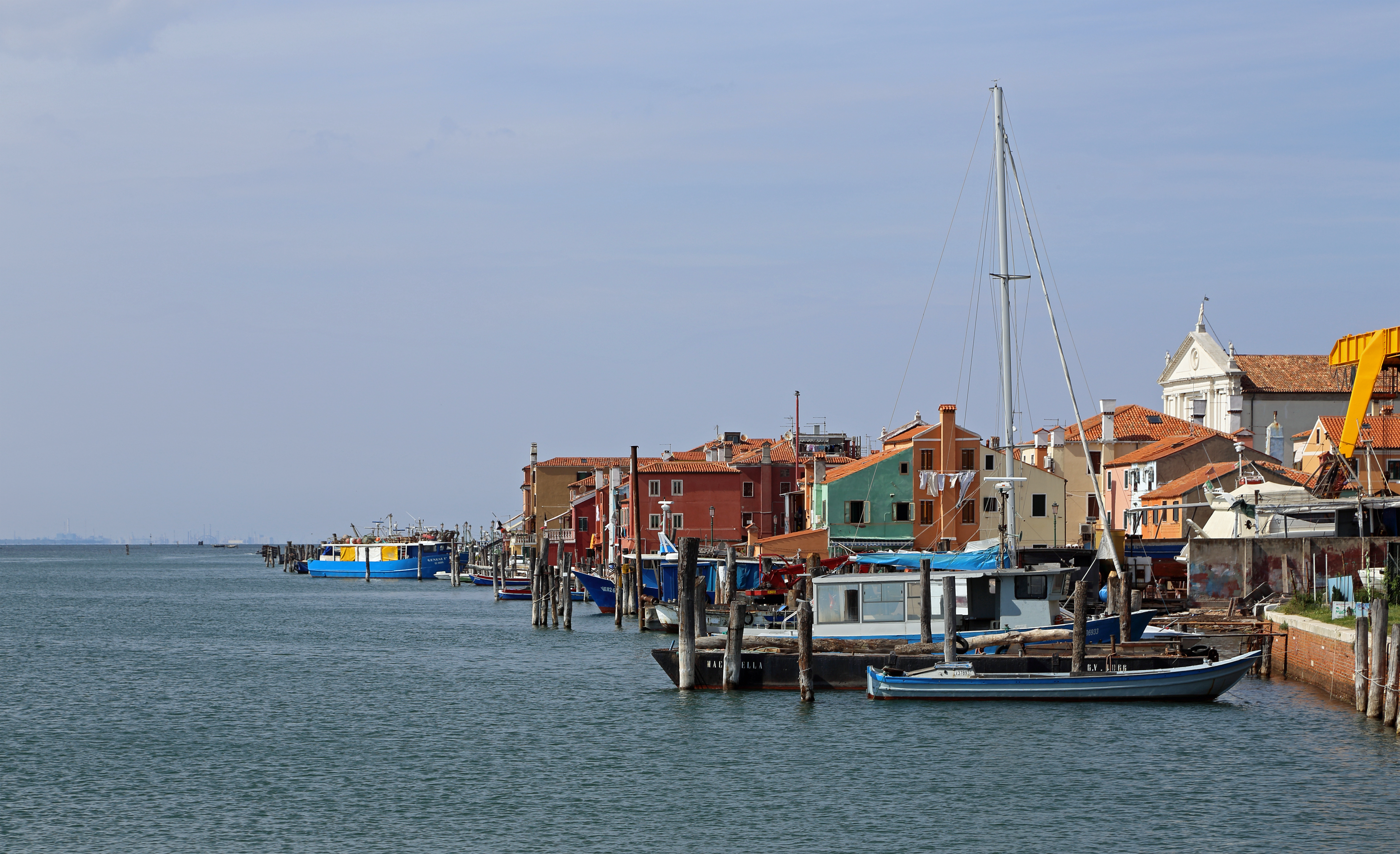
Pellestrina (dorp): huizen aan de oever van de lagune
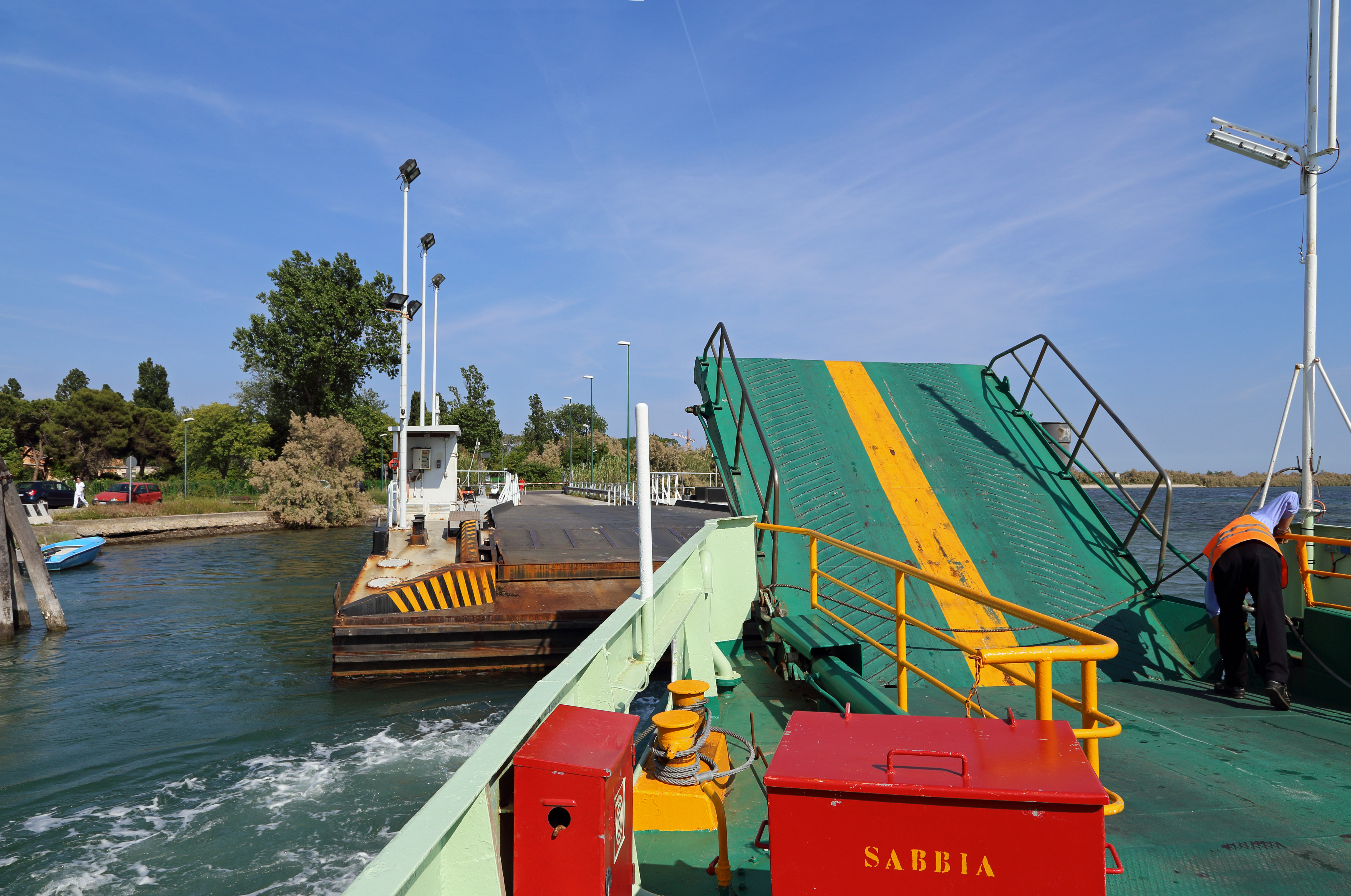
De veerpont naar het Lido verlaat de pontbrug van Santa Maria del Mare
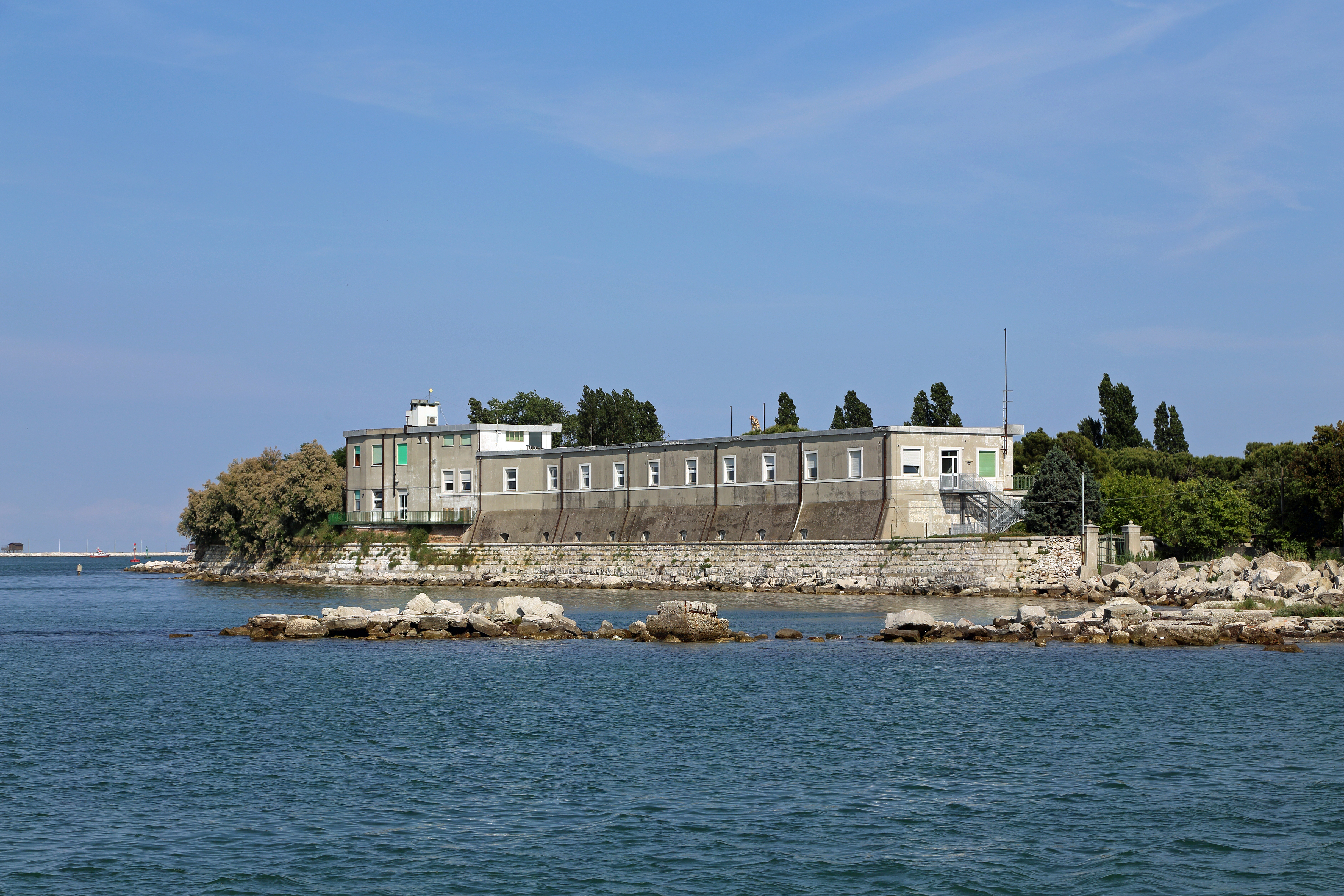
Zorginstelling Casa dell'Ospitalità in Santa Maria del Mare